# Siron Tanjong
Siron Tanjong is een bestuurslaag in het regentschap Pidie van de provincie Atjeh, Indonesië. Siron Tanjong telt 323 inwoners (volkstelling 2010).